# 毛利元春
毛利元春（1323年—？）是日本南北朝時代至室町時代在安藝國的國人眾。

## 生平
曾祖父毛利時親以代官身份一直跟隨足利尊氏，因為時親的忠誠勤勞，於是在13歳元服之際被足利家的執事高師直的兄弟師泰賜予一字拜領而改名為師親，在正平6年／觀應2年（1351年）於師泰沒落以後改名為元春（『毛利家文書』）。
祖父貞親和父親親衡跟隨南朝在越後國南條莊中相當活躍，此時與自己的一族對立。後見役時親在這樣的爭亂中於興國2年／曆應4年（1341年）死去，於是繼承安藝國吉田莊的支配。
以19歳之齡繼任家督並被稱為郡山殿。在與南朝方的一族得勝後，跟隨九州探題今川了俊下向至九州並以北朝方的身份持續戰鬥。另一方面，屬於敵對關係的父親親衡與九州的南朝方勢力‧周防國的大內弘世等人結盟並侵攻正在九州出陣的元春的領地。
元中2年／至德2年（1385年），嫡子廣房在安藝國西條被討死後，令孫兒光房成為繼承人，而自己則成為光房的後見。

## 後代
在元春一代前後間出現了許多庶子家，有坂氏、有富氏、麻原氏、中馬氏、福原氏等。而坂氏中更有桂氏、光永氏、志道氏等庶流家出現，不斷內訌和合作，後來在日本戰國時代成為支持毛利氏的一門家臣。